# Kamienica przy ul. Marszałkowskiej 86 w Warszawie
Kamienica przy ul. Marszałkowskiej 86 – 4-piętrowa kamienica w Warszawie, położona u zbiegu ulic Marszałkowskiej i Żurawiej. Ukończona została w 1879 według projektu architekta Bronisława Muklanowicza.
Miała neorenesansową elewację. Była też bardzo podobna do zbudowanego w tym samym czasie domu przy Marszałkowskiej 99 na rogu z Nowogrodzką.

Krytyk architektury Franciszek Martynowski, odnosząc się do kamienicy, krytykował architekta Muklanowicza na łamach „Kuriera Warszawskiego” z 1892: 

Muklanowicz tak się rozmachał w bieżącym sezonie budowlanym, że jednocześnie kilka domów dźwiga. (...) Parter, pierwsze i drugie piętro kamienicy przy Marszałkowskiej 86 jest jota w jotę powtórzeniem budowli spod numeru 99. Trzecie piętro jest tylko trochę inaczej skompilowane. Zjawisko to byłoby może zabawne, gdyby nie było wprost nieprzyzwoitym.

Prawdopodobnie w latach 30. XX wieku elewacja kamienicy została pozbawiona większości sztukaterii. W czasie II wojny światowej budynek uległ znaczącym zniszczeniom. Nie został odbudowany.